# Cruor
Der Cruor (eigentlich: Cruor sanguinis; lateinisch: geronnenes Blut) ist ein aus allen möglichen Teilen des menschlichen Blutes bestehendes Leichengerinnsel. Bestandteile sind vor allem Erythrozyten, die mit Fibrin vermischt sind. Die roten Kruorgerinnsel (Leichengerinnsel) bilden den Blutkuchen.
Der Cruor ist elastisch, glatt und homogen rot. Er entsteht nach dem Tod durch schnelle Gerinnung und ist daher lediglich bei der Obduktion in Leichen zu finden. Er lässt sich gut von einem Thrombus unterscheiden, da er nicht wie dieser an der Gefäßwand haftet, und lässt sich leicht aus dem Gefäß herausziehen. Abgesehen von der Farbe ist ein Cruor dem Speckhautgerinnsel ähnlich.